# Михајловац (Смедерево)
Михајловац је насељено место града Смедерева у Подунавском округу. Према попису из 2011. у насељу је било 2948 становника (према попису из 2002. било је 3093 становника). Према попису из 2022. у насељу је било 2248 становника.
Овде се налази Запис Јеремића храст (Михајловац).

## Историја
Место Михаловац лежи јужно од Смедерева. Судећи по многим траговима из прошлости, може се рећи да је Михаловац старо насеље. Јужно од села, у Доброници, где су сада њиве и утрина, налази се Селиште. У селишту су се ископавали кућни темељи, сребрни и бакарни новци, комади од лонаца и црепуља итд.
Северноисточно од Добронице је место Варошево, а југозападно од села је селиште Јаблоновац, где се исто тако налазили комади од цигаља и лонаца, новац и др. Источно од села је Кучиште где такође било остатака из ранијих времена. Ништа детаљније не зна о овим местима и предање о њима није очувано. Предање зна само толоко да су се Недељковићи из Јабланица населили у Михаловац као и да је Станоје Главаш долази у Јаблановац и од сељака узимао стоку. О Кучишту се зна толико да су се из њега неке породице населиле у Михаловац.
До 1859. године ово насеље звало се Коњска, по реци, и под тим именом се помиње у арачким списковима. Подаци из арачких спискова село је имало 1818. године 60, а 1822. г. 66 кућа. Године 1846. године село је имало 72 куће, а по попису из 1921. године у село је било 554 куће са 2976 становника.
Предање на каже да се село најпре звало Таринац, па касније је прозвано Коњска. О имену Коњска прича се да је овако постало: Једном, када су овуда пролазили царски коњи и камиле из Цариграда, наиђу на речицу, која је била близу села, и коњи се подаве а камиле испливају. Због тога веле, цар нареди, да се речица прозове Коњском, па је по њој и село добило име.
Школа у Михајловцу основана је 1854/55. године. Прву школску зграду сазидао је и свом селу завештао угледни имућни Михајловчанин Петар Радовановић Брдар 1869. године, као и цркву пророка Илије. Ова зграда и данас постоји и мештани је користе као Дом културе. Његови потомци су породица Милетић, на челу са др Жарком.
За најстарију породицу сматрају се Лукићи, за које се прича да су дошли из Ниша и да су се населили у средини села. За њима по старини долазе: Цветковићи (Ђорђевићи, Црњаци) који су дошли из Кућишта, затим Ракићи (Ђулајићи, Јовановићи) који су дошли такође из Кућишта. Старе породице и Канићи (Јовановићи, Јоргићи) старином од Сјенице (подаци су из периода 1818—1925).

## Демографија
У насељу Михајловац живи 2168 пунолетних становника, а просечна старост становништва износи 43,3 година (42,2 код мушкараца и 44,3 код жена). У насељу има 830 домаћинстава, а просечан број чланова по домаћинству је 3,20.
Ово насеље је великим делом насељено Србима (према попису из 2002. године), а у последња три пописа, примећен је пад у броју становника.
|  |

| Демографија | Демографија | Демографија |
| Година      | Становника  | Становника  |
| ----------- | ----------- | ----------- |
| 1948.       | 3.795       |             |
| 1953.       | 4.035       |             |
| 1961.       | 4.023       |             |
| 1971.       | 3.766       |             |
| 1981.       | 3.736       |             |
| 1991.       | 3.570       | 3.282       |
| 2002.       | 3.093       | 3.463       |
| 2011.       | 2.656       |             |
| 2022.       | 2.248       |             |

| Етнички састав према попису из 2002.‍ | Етнички састав према попису из 2002.‍ | Етнички састав према попису из 2002.‍ | Етнички састав према попису из 2002.‍ | Етнички састав према попису из 2002.‍ |
| ------------------------------------ | ------------------------------------ | ------------------------------------ | ------------------------------------ | ------------------------------------ |
|                                      |                                      |                                      |                                      |                                      |
| Срби                                 | Срби                                 |                                      | 3.005                                | 97,15%                               |
| Хрвати                               | Хрвати                               |                                      | 5                                    | 0,16%                                |
| Роми                                 | Роми                                 |                                      | 3                                    | 0,09%                                |
| Словенци                             | Словенци                             |                                      | 2                                    | 0,06%                                |
| Муслимани                            | Муслимани                            |                                      | 2                                    | 0,06%                                |
| Црногорци                            | Црногорци                            |                                      | 1                                    | 0,03%                                |
| Румуни                               | Румуни                               |                                      | 1                                    | 0,03%                                |
| Македонци                            | Македонци                            |                                      | 1                                    | 0,03%                                |
| непознато                            | непознато                            |                                      | 69                                   | 2,23%                                |

| Година пописа     | 1948. | 1953. | 1961. | 1971. | 1981. | 1991. | 2002. |
| ----------------- | ----- | ----- | ----- | ----- | ----- | ----- | ----- |
| Број домаћинстава | 780   | 816   | 900   | 903   | 912   | 943   | 870   |

| Број чланова      | 1   | 2   | 3   | 4   | 5   | 6  | 7  | 8  | 9 | 10 и више | Просек |
| ----------------- | --- | --- | --- | --- | --- | -- | -- | -- | - | --------- | ------ |
| Број домаћинстава | 142 | 177 | 136 | 140 | 120 | 86 | 45 | 20 | 2 | 2         | 3,56   |

| Пол    | Укупно | Неожењен/Неудата | Ожењен/Удата | Удовац/Удовица | Разведен/Разведена | Непознато |
| ------ | ------ | ---------------- | ------------ | -------------- | ------------------ | --------- |
| Мушки  | 1.297  | 378              | 774          | 96             | 49                 | 0         |
| Женски | 1.293  | 205              | 775          | 273            | 38                 | 2         |
| УКУПНО | 2.590  | 583              | 1.549        | 369            | 87                 | 2         |

| Пол    | Укупно                    | Пољопривреда, лов и шумарство | Рибарство                            | Вађење руде и камена | Прерађивачка индустрија       |
| ------ | ------------------------- | ----------------------------- | ------------------------------------ | -------------------- | ----------------------------- |
| Мушки  | 770                       | 416                           | 0                                    | 0                    | 171                           |
| Женски | 384                       | 255                           | 0                                    | 0                    | 34                            |
| УКУПНО | 1.154                     | 671                           | 0                                    | 0                    | 205                           |
| Пол    | Производња и снабдевање   | Грађевинарство                | Трговина                             | Хотели и ресторани   | Саобраћај, складиштење и везе |
| Мушки  | 1                         | 53                            | 28                                   | 7                    | 20                            |
| Женски | 0                         | 2                             | 24                                   | 13                   | 5                             |
| УКУПНО | 1                         | 55                            | 52                                   | 20                   | 25                            |
| Пол    | Финансијско посредовање   | Некретнине                    | Државна управа и одбрана             | Образовање           | Здравствени и социјални рад   |
| Мушки  | 0                         | 11                            | 10                                   | 3                    | 16                            |
| Женски | 3                         | 9                             | 3                                    | 15                   | 10                            |
| УКУПНО | 3                         | 20                            | 13                                   | 18                   | 26                            |
| Пол    | Остале услужне активности | Приватна домаћинства          | Екстериторијалне организације и тела | Непознато            | Непознато                     |
| Мушки  | 8                         | 0                             | 0                                    | 26                   | 26                            |
| Женски | 7                         | 0                             | 0                                    | 4                    | 4                             |
| УКУПНО | 15                        | 0                             | 0                                    | 30                   | 30                            |

## Коришћена Литература
- Извор Монографија Подунавске области 1812-1927 саставио Др, Владимир Марган бив. Председник Обласног одбора Комесар Обласне Самоуправе, објављено (1927 г.)„Напредак Панчево,,
- „Летопис“: Подунавска места и обичаји Марина (Беч 1999 г.).
- Летопис период 1812 – 2009 г. Саставио од Писаних трагова, Летописа, по предању места у Јужној Србији, места и обичаји настанак села ко су били Досељеници чиме се бавили мештани
- Напомена

У уводном делу аутор је дао кратак историјски преглед овог подручја од праисторијских времена до стварање државе Краљевине Срба, Хрвата и Словенаца. Највећи прилог у овом делу чине ,»Летописи« и трудио се да не пропусти ниједну важну чињеницу у прошлости описиваних места.
Иначе Монографија Подунавске области (Панчево, 1929 г.) коју је саставио др Владимир Марган сачињена је од три дела и представља и данас једно од незаобилазних дела за проучавање Србије и Баната.
Написали су најбољи познаваоци појединих тема и проблема – истакнути историчари, професори универзитета, директори школа, сеоски начелници, економисти, инжињери, социолози, лекари, црквена лица, правници, кустоси и библиотекари. Укупно 61 аутор. 

Стављајући данашњим читаоцима на увид ово дело, које се први пут појављује у овом облику, верујемо да ћемо задовољити већ доста раширен интерес за проучавање прошлости наших насеља.